# Ma Anliang
Ma Anliang (en chino tradicional, 馬安良; en chino simplificado, 马安良; pinyin, Mǎ ānliáng) (Linxiang, Linxia; 1855-Gansu; 24 de noviembre de 1918) fue un general en el ejército de la dinastía Qing, y de la República de China. Su padre fue Ma Zhanao y su hermano menor fue Ma Guoliang. Ma tuvo una educación islámica china.

## Profesión Militar
Él desertó a Qing en 1872 durante del Revuelta Dungan, junto con varios otros musulmanes
Hui, incluyendo a su padre, Ma Zhanao, y otros como Ma Haiyan, Ma Qianling. Ellos pertenecían a la Huasi menhuan, del Khafiya Naqshbandi Sufi. Ellos ayudaron a la Qing Chino general Zuo Zongtang en la supresión de rebeldes musulmanes. En 1877, su padre Ma Zhanao derrotó rebeldes musulmanes cerca de Hezhou.
General Ma Anliang se unió al General Zuo Zongtang, en la campaña contra rebeldes musulmanes Turki el servicio de Yaqub Beg. Ma Anliang mandó un ejército de musulmanes chino contra el ejército musulmanes turki de Yaqub Beg, y lo derrotó, reconquistó Turkestan por China.
En 1895, sirvió a los generales Tang Yanhe y Dong Fuxiang y ayudó en la derrota de las Revueltas Musulmanes. 
Su Musulmane caballería derrotaron Musulmanes rebeldes a Montaña Oxheart, y rompió el asedio del Hezhou el 4 de diciembre. Mandó huir a la caballería en un masacre de musulmanes rebeldes durante las negociaciones a un banquete, y cuando la revuelta terminó, fue ascendido a general de Xinjiang, y coronel de Hezhou por su servicio. Ma Yonglin, Ma Wanfu, y Ma Dahan mandaron la revuelta. Ma Dahan fue ejecutado públicamente. La gente decía que el sombrero rojo de Ma Anliang fue teñido en la sangre de musulmanes.
En 1900, durante el Levantamiento de los bóxers, Ma Anliang, Tongling de Ho-Chou se unió a
Dong Fuxiang en lucharon contra los extranjeros.
En 1911, cuando la Revolución de Xinhai, Él mandó 20 batallones de musulmanes Hui para defendieron la Dinastía Qing, atacaron Shaanxi, cual controlaron de los revolucionarios de Zhang Fenghui. Él derrotó los revolucionarios los derrotó en combate, pero cuando el emperador Puyi abdicado, Ma acuerdo se unió a la República de China administración de Kuomintang.
Ma Anliang luchó contra el bandido Bai Lang, y atacó el Xidaotang (西道堂) musulmane menhuan. Él estaba contra el republicanismo del Xidaotang, Ma fue conservador y monárquico, apoyó Yuan Shikai. Ma ordenó la ejecución del fundador xidaotang, Ma Qixi y su familia. Han y Hui milicias de Hui generals Ma Anliang y Ma Qi lucharon contra el bandido ejército de Bai Lang.

en 1915, Ma Anliang, junto con el magistrado Yang Zengxin, arrestó y ejucató el líder de Yihewani (Ikhwan en Idioma árabe), Ma Wanfu. Ma Qi, un general en el ejército de Ma Anliang, rescató a Ma Wanfu, le dio asilo Ma Wanfu en Xining.
En 1918, Ma Anliang murió de una enfermedad en Gansu. 

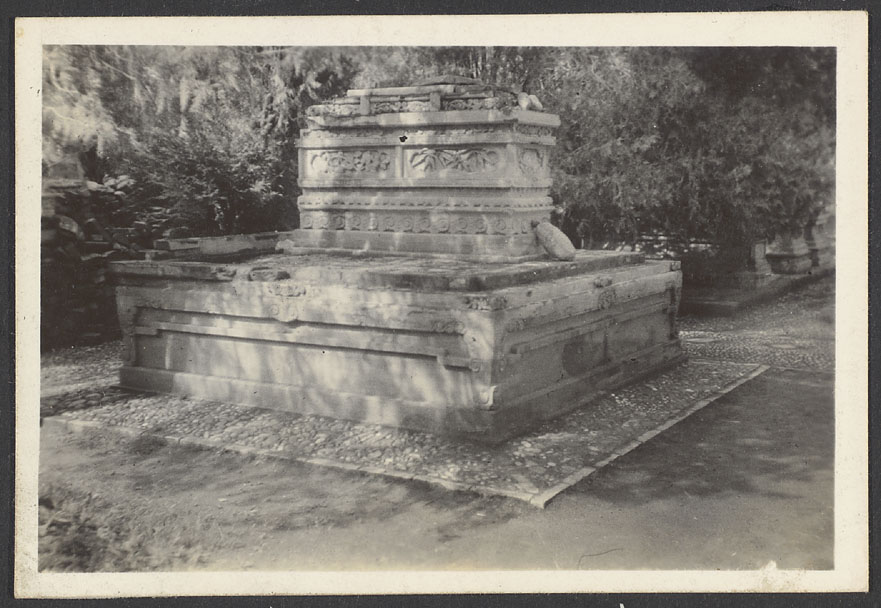
La Tumba de Ma Anliang

## Familia
Su padre fue Ma Zhanao y su hermano fue Ma Guoliang.
Tuvo cinco hijos, Ma Tingran, Ma Tingxian, y 3 niños otros desconocidos. Ma Tingxian fue ejecutado en 1962 por un Tribunal de Popular.

## Peerage
Yuan Shikai creó Ma Anliang un Barón de primera fila (一等男 Yī děng nán) de la Imperio chino (1915-1916).